# كعكة بركن
كعكة باركن أو كعكة باركين (بالإنجليزية: Parkin) هي كعكة خبز الزنجبيل «gingerbread cake» مصنوعة تقليديًا من دقيق الشوفان ودبس السكر الأسود والتي نشأت في شمال إنجلترا، ويغلب أن تربط بيُركِشَير وهو منتشر وشائع في أماكن أخرى لا سيما في لَنْكَشير. يُخبز بركن إلى كعكة صلبة ولكن مع الراحة يصبح رطبًا وحتى لزجًا في بعض الأحيان. هناك اختلافات إقليمية في الأنولع، على سبيل المثال في هَلّ وشرق يُركشَير لها قوام أكثر جفافاً يشبه البسكويت أكثر من المناطق الأخرى بينما في لِنكَشيَر يصنع عمومًا من شراب ذهبي بدلاً من دبس السكر الأسود. تؤكل بركن تقليديًا في ليلة النار الحميدة في 5 نوفمبر وتؤكل طوال أشهر الشتاء. تُخبز تجاريًا في جميع أنحاء يُركِشَيَر، ولكنها بشكل أساسي منتج محلي في مناطق أخرى.

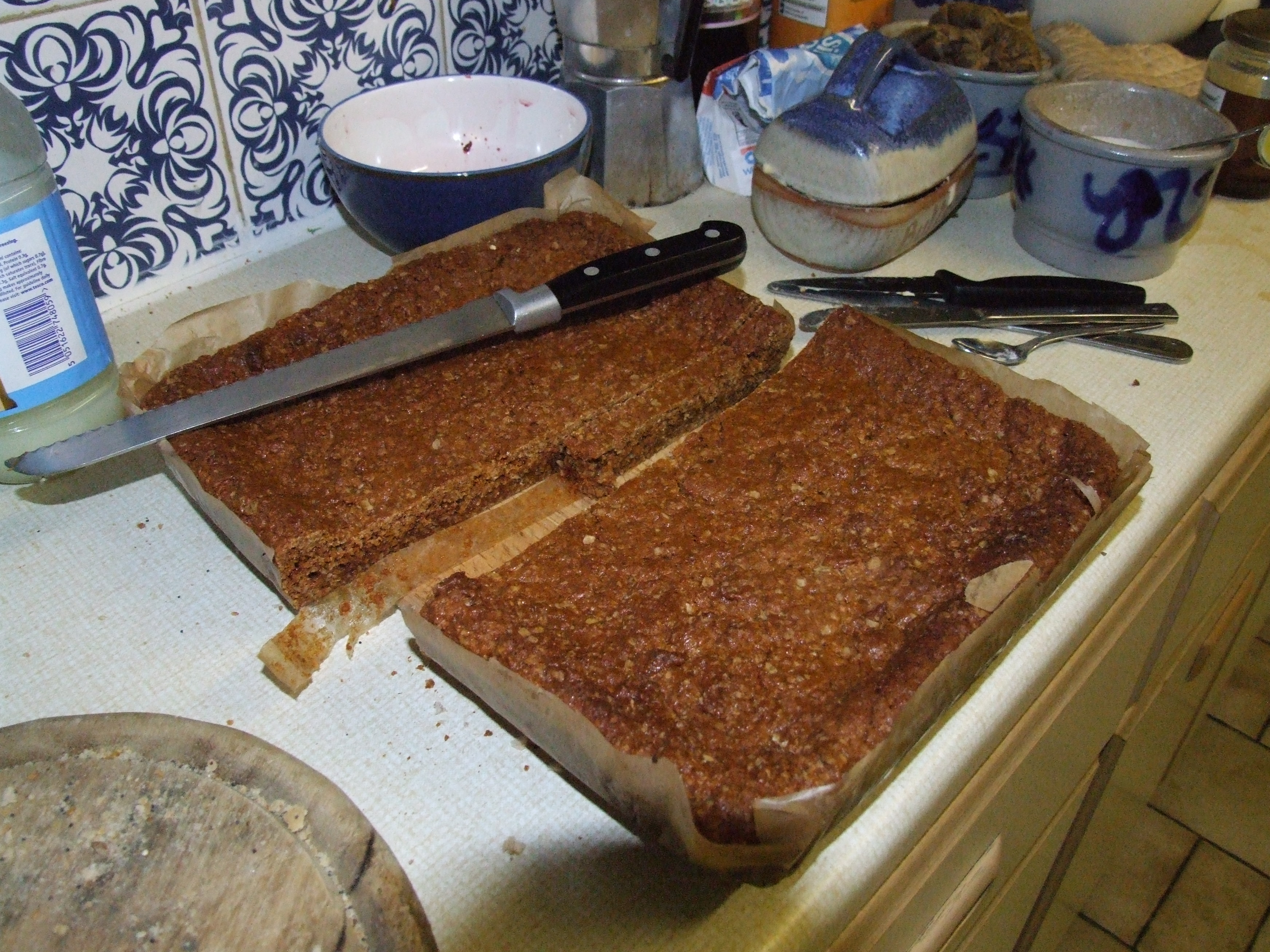
بركن لنكشيَر مباشرة من الفرن
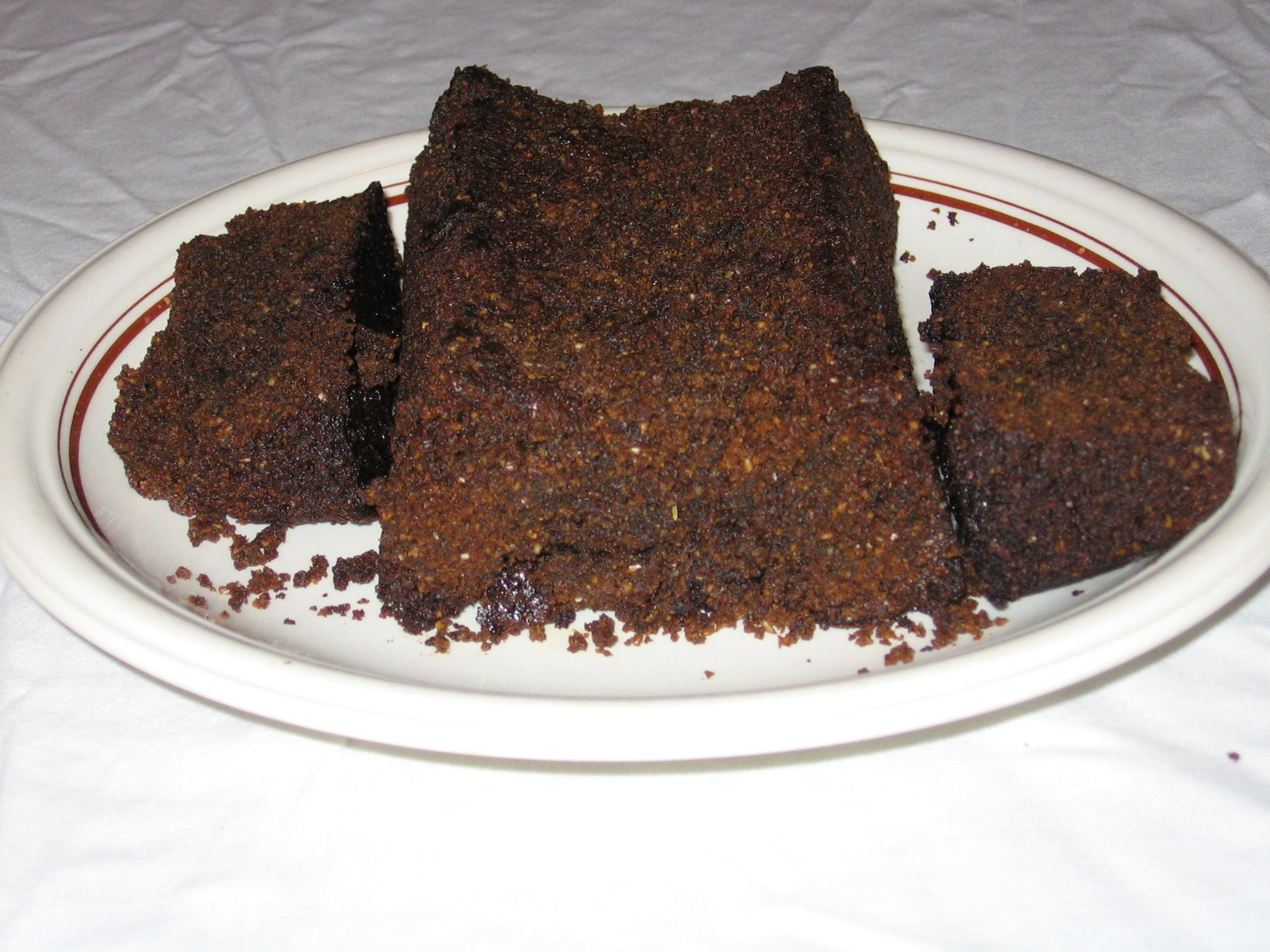
إضافة السكر البني أو دبس السكر يمنح بَركن لونًا داكنًا.